# Sparkasse Wolfach
Die Sparkasse Wolfach ist eine öffentlich-rechtliche Sparkasse mit Sitz in Wolfach in Baden-Württemberg. Ihr Geschäftsgebiet bildet der ehemalige Landkreis Wolfach. Darunter befinden sich heute (Stand 2020) zwei Geschäftsstellen im Ortenaukreis (Wolfach, Oberwolfach), zwei Geschäftsstellen im Landkreis Rottweil (Schiltach, Schenkenzell) und zwei Geschäftsstellen im Landkreis Freudenstadt (Bad Rippoldsau, Schapbach).

## Organisationsstruktur
Die Sparkasse Wolfach ist eine Anstalt des öffentlichen Rechts. Rechtsgrundlagen sind das Sparkassengesetz für Baden-Württemberg und die Satzung der Sparkasse. Organe der Sparkasse sind der Vorstand, der Verwaltungsrat und der Kreditausschuss. 

## Geschäftszahlen
Die Sparkasse Wolfach betreibt als Sparkasse das Universalbankgeschäft. Die Sparkasse Wolfach wies im Geschäftsjahr 2023 eine Bilanzsumme von 739,54 Mio. Euro aus und verfügte über Kundeneinlagen von 459,09 Mio. Euro. Gemäß der Sparkassenrangliste 2023 liegt sie nach Bilanzsumme auf Rang 335. Sie unterhält 6 Filialen/Selbstbedienungsstandorte und beschäftigt 88 Mitarbeiter.

## Sparkassen-Finanzgruppe
Die Sparkasse Wolfach ist Teil der Sparkassen-Finanzgruppe. Die Sparkasse vermittelt daher z. B. Bausparverträge der LBS, Investmentfonds der Deka und Versicherungen. Die Funktion der Sparkassenzentralbank nimmt die LBBW wahr.